# Ali El-Said
Ali Mohammed El-Kaf El-Said (ur. 10 kwietnia 1908 w Bani Suwajf, zm. w 1979) – egipski piłkarz, reprezentant kraju. Podczas kariery występował na pozycji obrońcy.

## Kariera klubowa
Podczas kariery piłkarskiej Ali El-Said występował w klubie Zamalek SC.

## Kariera reprezentacyjna
Ali El-Said występował w reprezentacji Egiptu w latach trzydziestych. W 1934 roku uczestniczył w mistrzostwach świata. Na mundialu we Włoszech wystąpił w przegranym 2-4 spotkaniu I rundy z Węgrami.